# Toepolev Tu-4
De Toepolev Tu-4 (Russisch: Туполев Tу-4) (NAVO-codenaam: Bull) was een strategische bommenwerper uit de Sovjet-Unie die dienstdeed in de luchtmacht van de Sovjet-Unie van eind jaren 40 tot midden jaren 60. Het was een reverse engineered kopie van de Amerikaanse B-29 Superfortress.

## Ontwikkeling
Tegen het einde van de Tweede Wereldoorlog wantrouwde de Sovjet-Unie de strategische bombardementencapaciteit van de Verenigde Staten. De VS voerden regelmatig bombardementen uit op Japan, grenzend aan het oosten van de Sovjet-Unie, vanuit afgelegen bases in de Stille Oceaan met de B-29 Superfortress. Stalin gaf de opdracht een vergelijkbare bommenwerper te ontwikkelen.
In 1944 waren drie B-29's genoodzaakt op Sovjet-grondgebied te landen na bombardementen op Japan. De Sovjets confisqueerden de bommenwerpers en Toepolev OKB ontmantelde en bestudeerde ze. Stalin beval Toepolev om de B-29 te kopiëren, tot in de kleinste details en een ontwerp te maken dat zo snel mogelijk in serieproductie kon. Dus kopieerde Toepolev de B-29 en reverse-engineerde waar nodig. Toepolev nam waarschijnlijk het bevel van Stalin erg letterlijk, en kopieerde zelfs de plaatstukken bedoeld als reparatie van tijdens missies opgedane schade. Omdat de door Boeing gebruikte materialen niet verkrijgbaar waren in de Sovjet-Unie, maakte Toepolev onder meer gebruik van dikker plaatmateriaal. Hierdoor was het toestel zwaarder dan de B-29, waardoor zijn bereik en laadvermogen minder was.
De resulterende bommenwerper was de Tu-4, die voor het eerst vloog op 19 mei 1947. Serieproductie begon meteen, en het toestel kwam in dienst in 1949. De introductie van de Tu-4 leidde tot paniek bij de USAF omdat de actieradius van de Tu-4 groot genoeg was om de steden Chicago, Los Angeles en New York met een redelijke lading op een eenrichtingsmissie te bereiken. Enkele pogingen werden gedaan om de toestellen te voorzien van apparatuur voor bijtanken in de lucht om het bereik te vergroten, maar deze werden slechts op enkele toestellen gebouwd.

## Operationele geschiedenis
Er zijn in totaal 847 Tu-4's gebouwd in de Sovjet-Unie tot de productie stopte in 1952, waarvan enkele naar China gingen tijdens de eind jaren 50. Vele experimentele versies zijn er gebouwd, en de waardevolle ervaring leidde tot het Sovjetprogramma van strategische bommenwerpers. De Tu-4's werden in de jaren 60 uit dienst genomen, en werden vervangen door de Toepolev Tu-95 (vanaf 1956) en de Toepolev Tu-16 (vanaf 1954). Aan het begin van de jaren 60 waren de enige Sovjet Tu-4's die nog in dienst waren in gebruik als transporttoestellen en vliegende laboratoria. Er is in ieder geval nog een Tu-4 bewaard gebleven, die staat in het Monino-luchtmachtmuseum op het terrein van het Kosmonautentrainingscentrum Joeri Gagarin buiten Moskou.
Er staan ook nog twee Tu-4's in het National Air Museum bij Peking, China. Een van deze toestellen is omgebouwd tot AWACS-testbed, de ander vervoert een onbemand spionagevliegtuigje onder elke vleugel. Beide toestellen zijn opgewaardeerd met 4.000 pk sterke Ivtsjenko AI-20K turboprops. Er gaan ook geruchten dat er nog minstens 15 Tu-4's in dienst van de Luchtmacht van het Volksbevrijdingsleger zijn.
Een aantal afleidingen zijn ook gepland, waaronder een passagierstoestel (Toepolev Tu-70), vrachttoestel (Toepolev Tu-75) en verbeterde versies van de basisbommenwerper (Toepolev Tu-80 en Toepolev Tu-85), maar geen van deze projecten bereikte massaproductie.

## Naslagwerk
- (en)  Gordon, Yefim en Vladimir Rigmant. Tupolev Tu-4: Soviet Superfortress. Hinckley, Leicestershire: Midland Counties Publications Ltd., 2002. ISBN 1-85780-142-3.